# Jan Lisiecki
Jan Miłosz Lisiecki (* 23. března 1995 Calgary) je kanadský klavírista polské národnosti, který zahájil svou koncertní dráhu v 9 letech. S výukou hry na klavír začal v 5 letech, od roku 2011 studoval také na škole Glenna Goulda (Glenn Gould School) v Torontu.
První CD s živými nahrávkami koncertů Lisieckého bylo vydáno v roce 2010, v únoru následujícího roku uzavřel exkluzivní smlouvu s Deutsche Grammophon.